# 1000. grenadirski polk (Wehrmacht)
1000. grenadirski polk (izvirno nemško 1000. Grenadier-Regiment; kratica 1000. GR) je bil pehotni polk Heera v času druge svetovne vojne.

## Zgodovina
Polk je bil ustanovljen 17. decembra 1944 iz 1000. varnostnega polka.